# みなづき蓮
みなづき 蓮（みなづき れん、6月26日 - ）は、日本の女性声優。主にアダルトゲームに声をあてている。

## 出演
太字はメインキャラクター。

### アダルトゲーム
- ときたま ふぁんたずむ（2006年、タマ[1]）
- BALDR BULLET "REVELLION"（2006年、セレナ・ジェルディ）
- カラフルウィッシュ 〜12コのマジ★キュン!〜（2008年、玲奈、理奈）
- 星空のメモリア -Wish upon a shooting star-（2009年、小河坂千波）
- Cross Days（2010年、喜連川路夏）

### ラジオ
- Radio Cross Days（2009年1月 - 2010年3月）

#### ラジオCD
- ＜音泉＞スペシャルCD 2009夏（2009年8月）
- Radio"Cross Days" CD Vol.1、2（2010年）